# Félix de Mûelenaere
Felix Amandus, Conde de Muelenaere, político y letrado belga, tercer primer ministro de su país. También ostentó el puesto de gobernador provincial de Flandes Oriental (1832-1834, 1836-1849), ministro de Asuntos Exteriores (1834–1836, 1841) y miembro de la Cámara del distrito de Tielt.
- Datos: Q472276
- Multimedia: Felix de Mûelenaere / Q472276